# Tony Curtis
Tony Curtis, pseudonimo di Bernard Schwartz (New York, 3 giugno 1925 – Henderson, 29 settembre 2010), è stato un attore statunitense.
Attore brillante ed estremamente versatile, fu uno dei divi hollywoodiani di maggior successo negli anni '50 e '60. I suoi ruoli più celebri si ritrovano nei film Piombo rovente, A qualcuno piace caldo, Operazione sottoveste, Spartacus, La grande corsa e Lo strangolatore di Boston; ebbe inoltre successo nella serie televisiva Attenti a quei due in coppia con Roger Moore.

## Biografia
Tony Curtis, nato Bernard Schwartz il 3 giugno 1925 al Flower Fifth Avenue Hospital sulla 105sima a Manhattan, fu il primo dei tre figli maschi di Helen Klein ed Emanuel Schwartz, di professione sarto. La sua famiglia era ebraica aschenazita di origini slovacche/ungheresi (la madre era di Vaľkova). Molte biografie hanno riportato il Bronx come luogo di nascita di Curtis, probabilmente perché gli Schwartz vi si trasferirono quando Tony era ancora molto giovane, ma questa informazione fu corretta dallo stesso attore nel corso di un'intervista televisiva. Nel 1938 la famiglia fu sconvolta dalla morte del fratello di Tony, Julius, travolto da un camion.
Curtis debuttò nel cinema nella parte di un fatuo ballerino in Doppio gioco (1949) di Robert Siodmak. Nel 1950 partecipò, in ruoli secondari, anche ai film western Sierra di Alfred E. Green, Winchester '73 di Anthony Mann e I predoni del Kansas di Ray Enright. Negli anni cinquanta alternò ruoli leggeri, in cui mise in evidenza il fisico prestante e la morbida bellezza virile, con ruoli in parti drammatiche, dimostrando notevole versatilità. Fanno parte del primo gruppo, tra gli altri, Il principe ladro (1951) di Rudolph Maté, Il figlio di Alì Babà (1952) di Kurt Neumann e Il mago Houdini (1953) di George Marshall, ove ebbe come partner per la prima volta Janet Leigh; nel secondo gruppo si segnalano Furia e passione (1952) di Joseph Pevney (in cui interpretò un pugile sordomuto), La giungla del quadrato (1955) Jerry Hopper, Trapezio (1956) di Carol Reed, Piombo rovente (1957) di Alexander Mackendrick, in cui impersonò Sidney Falco, un portaborse nel mondo corrotto del giornalismo americano, e Cenere sotto il sole (1958) di Delmer Daves.

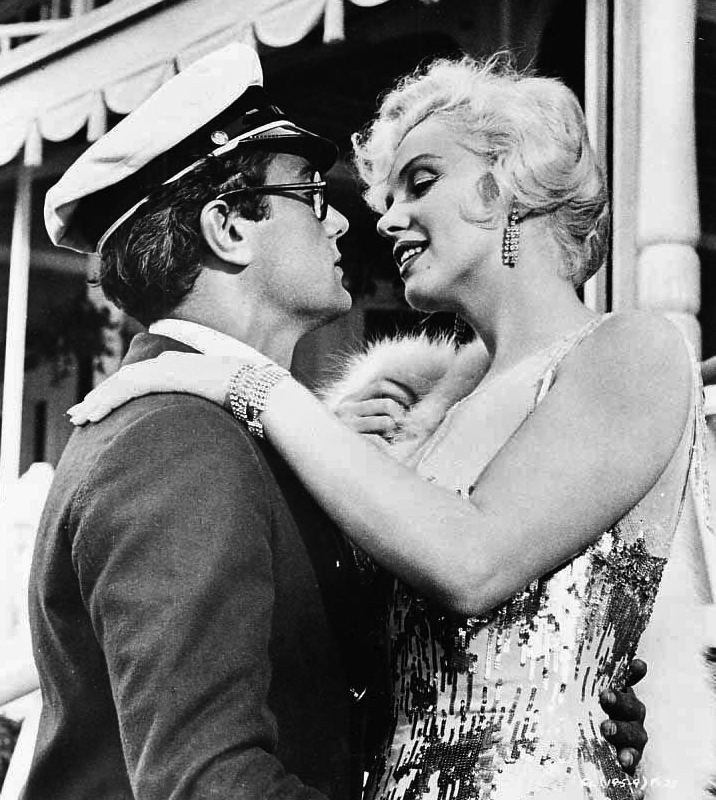
Tony Curtis con Marilyn Monroe in A qualcuno piace caldo (1959)

Ebbe una parte di assoluto rilievo, particolarmente apprezzata dalla critica, in La parete di fango (1958) di Stanley Kramer, in cui impersonò un carcerato fuggiasco incatenato a Sidney Poitier, interpretazione che gli valse una candidatura al premio Oscar. Dopo avere dato prova di abile commediante in coppia con Cary Grant in Operazione sottoveste (1959) di Blake Edwards, ottenne la definitiva e duratura consacrazione nel triplo ruolo di suonatore di sassofono, di magnate del petrolio e di Josephine in A qualcuno piace caldo (1959), capolavoro di Billy Wilder, accanto a Marilyn Monroe e Jack Lemmon. Nel kolossal Spartacus (1960) di Stanley Kubrick recitò accanto a Laurence Olivier, Jean Simmons e Kirk Douglas, protagonista e produttore dello stesso film, insieme al quale aveva già lavorato in I vichinghi (1958) di Richard Fleischer.
Nell'arco degli anni sessanta si specializzò tuttavia in ruoli brillanti, ottenendo il favore del pubblico e buoni riscontri anche da parte della critica. Di questo periodo particolarmente intenso della sua carriera, si segnalano tra gli altri: Chi era quella signora? (1960) di George Sidney, accanto a Janet Leigh, 20 chili di guai!... e una tonnellata di gioia! (1962) di Norman Jewison, Ciao, Charlie (1964) di Vincente Minnelli, Donne, v'insegno come si seduce un uomo (1964) di Richard Quine, La grande corsa (1965) di Blake Edwards, Due assi nella manica (1966) di Norman Panama, Arrivederci, Baby! (1966) di Ken Hughes, Piano, piano non t'agitare! (1967) di Alexander Mackendrick, La cintura di castità (1967) di Pasquale Festa Campanile, Quei temerari sulle loro pazze, scatenate, scalcinate carriole (1969) di Ken Annakin e Supponiamo che dichiarino la guerra e nessuno ci vada (1970) di Hy Averback.
Sembra che nel 1961 il regista Blake Edwards, con il quale aveva già lavorato, lo avesse preso in considerazione per Colazione da Tiffany, in un ruolo poi assegnato a George Peppard. Nel 1965 avrebbe dovuto recitare in un film di George Cukor e con accanto Gina Lollobrigida - già sua partner insieme a Burt Lancaster nel citato Trapezio - poi riadattato ed uscito con il titolo Lady L, diretto da Peter Ustinov e interpretato da Sophia Loren e Paul Newman. In quello stesso anno apparve insieme a Jerry Lewis nella commedia Boeing Boeing di John Rich.

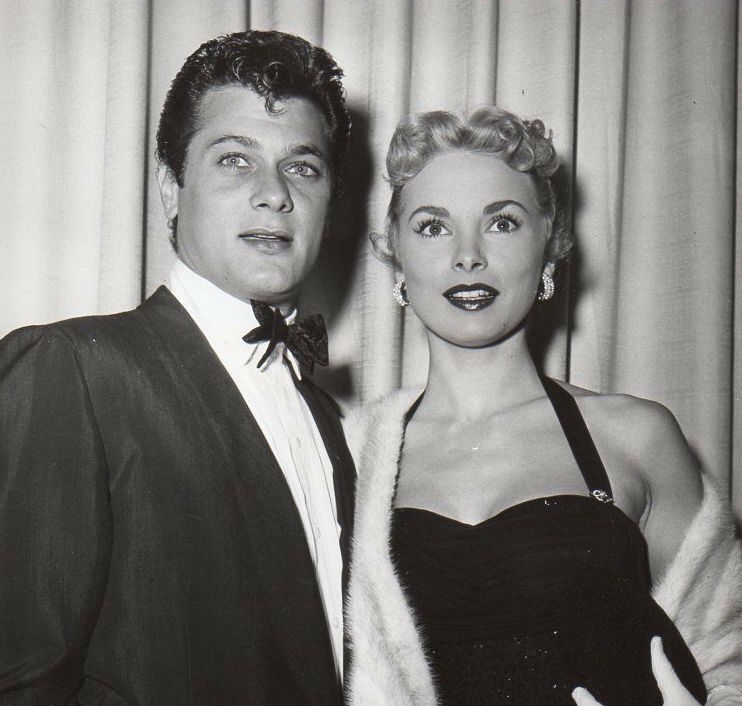
Tony Curtis e Janet Leigh alla 25ª edizione del premio Oscar (1953)

Dopo aver interpretato anche ruoli drammatici come in Ragazzi di provincia (1960) di Robert Mulligan, accanto a Debbie Reynolds, Taras il magnifico (1962) di J. Lee Thompson (sul set del quale conobbe la sua seconda moglie Christine Kaufmann) e Capitan Newman (1963) di David Miller, ove affiancò Gregory Peck ed Angie Dickinson, verso la fine degli anni sessanta Curtis affrontò personaggi più impegnativi e in sintonia con modelli cinematografici che stavano rapidamente mutando: tra gli altri, fu protagonista nel ruolo di un serial killer schizofrenico in Lo strangolatore di Boston (1968) di Richard Fleischer, ove affiancò Henry Fonda e per il quale venne candidato al Golden Globe come migliore attore. Uno dei suoi film di quel periodo fu anche Al soldo di tutte le bandiere (1970) di Peter Collinson, accanto a Charles Bronson e Michèle Mercier.
A partire dai primi anni settanta di un certo rilievo fu anche la sua attività televisiva, in particolare come coprotagonista della serie di produzione britannica Attenti a quei due (1970-1972), di grande successo soprattutto in Europa, in cui impersonò il ricco e disinvolto playboy americano Danny Wilde, contrapposto all'elegante e raffinato lord inglese Brett Sinclair (interpretato da Roger Moore), entrambi impegnati a fronteggiare malviventi e belle donne in scanzonate avventure di intrighi e mistero.
Alla fine del decennio tornò al cinema e alla commedia, interpretando personaggi scanzonati, pur se in ruoli secondari. Da ricordare le sue partecipazioni ai film E io mi gioco la bambina (1980) di Walter Bernstein, accanto a Walter Matthau e Julie Andrews, Assassinio allo specchio (1980) di Guy Hamilton, con Angela Lansbury, C'è qualcosa di strano in famiglia (1984) e La signora in bianco (1985) di Nicolas Roeg, accanto a Theresa Russell. Tra le sue ultime apparizioni di rilievo vanno ricordate quelle nei film Gli ultimi fuochi (1976) di Elia Kazan, Brainwaves - Onde cerebrali (1983) di Ulli Lommel, Una vita spezzata (1986) e Vado a vivere a New York (1993).
Tony Curtis morì a 85 anni nella sua casa a Henderson nei pressi di Las Vegas, il 29 settembre 2010, a seguito di una broncopneumopatia cronica ostruttiva di cui soffriva da tempo. Il funerale e la sepoltura a Las Vegas, al Palm Memorial Park Cemetery.

## Vita privata
Curtis fu sposato sei volte:
- con l'attrice Janet Leigh dal 1951 al 1962. Da lei ebbe due figlie, Kelly (1956) e Jamie Lee (1958).
- con l'attrice tedesca Christine Kaufmann dal 1963 al 1968, dalla quale ebbe altre due figlie, Alexandra (1964) e Allegra (1966).
- con l'attrice Leslie Allen dal 1968 al 1982: da lei ebbe due figli, Nicholas (1970-1994, morto per un'overdose di eroina) e Benjamin (1973).
- con l'attrice Andrea Savio, dal 1984 al 1992.
- con Lisa Deutsch dal 1993 al 1994.
- con Jill Vandenberg, dal 1998 fino alla morte.

Nell'agosto del 2009 Curtis rivelò, in uno dei suoi tanti libri di memorie, di avere avuto una relazione occasionale con Marilyn Monroe nel 1948. Entrambi erano agli esordi della carriera artistica. Queste le parole di Curtis: «Tutto era bello con lei sebbene non sapessi mai cosa pensasse la mia partner mentre eravamo a letto insieme. Scoprii solo in seguito che durante quel nostro rapporto segreto Marilyn era rimasta incinta e aveva perso il nostro bambino».
Tony Curtis ebbe anche un breve flirt con Petra Scharbach.

## Filmografia

### Cinema
- Doppio gioco (Criss Cross), regia di Robert Siodmak (1949) – non accreditato
- Malerba (City Across the River), regia di Maxwell Shane (1949)
- Cocaina (Johnny Stool Pigeon), regia di William Castle (1949)
- La roulette (The Lady Gambles), regia di Michael Gordon (1949)
- Passo falso (Take One False Step), regia di Chester Erskine (1949) – non accreditato
- Francis, il mulo parlante (Francis), regia di Arthur Lubin (1950)
- La regina dei tagliaborse (I Was a Shoplifter), regia di Charles Lamont (1950)
- Sierra, regia di Alfred E. Green (1950)
- Winchester '73, regia di Anthony Mann (1950)
- I predoni del Kansas (Kansas Raiders), regia di Ray Enright (1950)
- Il principe ladro (The Prince Who Was a Thief), regia di Rudolph Maté (1951)
- Lasciami sognare, regia di Joseph Pevney (1952) – non accreditato
- Furia e passione (Flesh and Fury), regia di Joseph Pevney (1952)
- Non c'è posto per lo sposo (No Room for the Groom), regia di Douglas Sirk (1952)
- Il figlio di Alì Babà (Son of Ali Baba), regia di Kurt Neumann (1952)
- Il mago Houdini (Houdini), regia di George Marshall (1953)
- The All American, regia di Jesse Hibbs (1953)
- Contrabbandieri a Macao (Forbidden), regia di Rudolph Maté (1953)
- Missione suicidio (Beachead), regia di Stuart Heisler (1954)
- Bolide rosso (Johnny Dark), regia di George Sherman (1954)
- Lo scudo dei Falworth (The Black Shield of Falworth), regia di Rudolph Maté (1954)
- Tre americani a Parigi (So This Is Paris), regia di Richard Quine (1955)
- La rapina del secolo (Six Bridges to Cross), regia di Joseph Pevney (1955)
- La maschera di porpora (The Purple Mask), regia di H. Bruce Humberstone (1955)
- I corsari del grande fiume (The Rawhide Years), regia di Rudolph Maté (1955)
- La giungla del quadrato (The Square Jungle), regia di Jerry Hopper (1955)
- Trapezio (Trapeze), regia di Carol Reed (1956)
- Le avventure di mister Cory (Mister Cory), regia di Blake Edwards (1957)
- Piombo rovente (Sweet Smell of Success), regia di Alexander Mackendrick (1957)
- Mezzanotte a San Francisco (The Midnight Story), regia di Joseph Pevney (1957)
- I vichinghi (The Vikings), regia di Richard Fleischer (1958)
- Cenere sotto il sole (Kings Go Forth), regia di Delmer Daves (1958)
- La parete di fango (The Defiant Ones), regia di Stanley Kramer (1958)
- In licenza a Parigi (The Perfect Furlough), regia di Blake Edwards (1958)
- A qualcuno piace caldo (Some Like It Hot), regia di Billy Wilder (1959)
- Operazione sottoveste (Operation Petticoat), regia di Blake Edwards (1959)
- Chi era quella signora? (Who Was That Lady?), regia di George Sidney (1960)
- Ragazzi di provincia (The Rat Race), regia di Robert Mulligan (1960)
- Spartacus, regia di Stanley Kubrick (1960)
- Pepe, regia di George Sidney (1960) – se stesso, non accreditato
- Il grande impostore (The Great Impostor), regia di Robert Mulligan (1961)
- Il sesto eroe (The Outsider), regia di Delbert Mann (1961)
- Taras il magnifico (Taras Bulba), regia di J. Lee Thompson (1962)
- 20 chili di guai!... e una tonnellata di gioia! (40 Pounds of Trouble), regia di Norman Jewison (1962)
- I cinque volti dell'assassino (The List of Adrian Messenger), regia di John Huston (1963)
- Capitan Newman (Captain Newman, M.D.), regia di David Miller (1963)
- Insieme a Parigi (Paris - When It Sizzles), regia di Richard Quine (1964) – non accreditato
- Monsieur Cognac (Wild and Wonderful), regia di Michael Anderson (1964)
- Ciao, Charlie (Goodbye Charlie), regia di Vincente Minnelli (1964)
- Donne, v'insegno come si seduce un uomo (Sex and the Single Girl), regia di Richard Quine (1964)
- La grande corsa (The Great Race), regia di Blake Edwards (1965)
- Boeing Boeing (Boeing (707)), regia di John Rich (1965)
- Lo strangolatore di Baltimora (The Chamber of Horrors), regia di Hy Averback (1966) – non accreditato
- Due assi nella manica (Not with My Wife, You Don't!), regia di Norman Panama (1966)
- Arrivederci, Baby! (Drop Dead Darling), regia di Ken Hughes (1966)
- Piano, piano non t'agitare! (Don't Make Waves), regia di Alexander Mackendrick (1967)
- La cintura di castità, regia di Pasquale Festa Campanile (1967)
- Lo strangolatore di Boston (The Boston Strangler), regia di Richard Fleischer (1968)
- Quei temerari sulle loro pazze, scatenate, scalcinate carriole (Monte Carlo or Bust!), regia di Ken Annakin (1969)
- Al soldo di tutte le bandiere (You Can't Win 'Em All), regia di Peter Collinson (1970)
- Supponiamo che dichiarino la guerra e nessuno ci vada (Suppose They Gave a War and Nobody Came?), regia di Hy Averback (1970)
- Big Boss (Lepke), regia di Menahem Golan (1975)
- Gli ultimi fuochi (The Last Tycoon), regia di Elia Kazan (1976)
- Casanova & Company (Casanova & Co.), regia di Franz Antel (1977)
- Sextette, regia di Ken Hughes (1978)
- Manitù, lo spirito del male (The Manitou), regia di William Girdler (1978)
- Gli orsi vanno in Giappone (The Bad News Bears Go to Japan), regia di John Berry (1978)
- Una canaglia da abbattere (Title Shot), regia di Les Rose (1979)
- It Rained All Night the Day I Left, regia di Nicolas Gessner (1980)
- E io mi gioco la bambina (Little Miss Marker), regia di Walter Bernstein (1980)
- Assassinio allo specchio (The Mirror Crack'd), regia di Guy Hamilton (1980)
- Othello, el comando negro, regia di Max H. Boulois (1982)
- Brainwaves - Onde cerebrali (Brain Waves), regia di Ulli Lommel (1983)
- C'è qualcosa di strano in famiglia (Where Is Parsifal?), regia di Henri Helman (1984)
- La signora in bianco (Insignificance), regia di Nicolas Roeg (1985)
- Club Life, regia di Norman Thaddeus Vane (1986)
- Una vita spezzata (Banter), regia di Hervé Hachuel (1986)
- Ritorno a Berlino (Der Passagier - Welcome to Germany), regia di Thomas Brasch (1988)
- I marziani invadono la Terra (Lobster Man from Mars), regia di Stanley Sheff (1989)
- Non aspettate mezzanotte (Midnight), regia di Norman Thaddeus Vane (1989)
- Walter & Carlo i Amerika, regia di Ole Stephenson (1989)
- Bersaglio speciale (Prime Target), regia di David Heavener e Phillip J. Roth (1991)
- Il centro della ragnatela (The Center of the Web), regia di David A. Prior (1992)
- Vado a vivere a New York (Naked in New York), regia di Daniel Algrant (1993)
- The Mummy Lives - Vendetta eterna, regia di Jerry O'Hara (1993)
- Gli immortali (The Immortals), regia di Brian Grant (1995)
- Brittle Glory, regia di Stuart Schill (1996)
- Louis & Frank, regia di Alexandre Rockwell (1998)
- Stargames, regia di Graydon Clark (1998)
- Incontriamoci a Las Vegas (Play It to the Bone), regia di Ron Shelton (1999)
- Reflections of Evil, regia di Damon Packard (2002)
- David & Fatima, regia di Alain Zaloum (2008)

### Televisione
- Red Skelton Revue – serie TV, episodio 1x01 (1954)
- Schlitz Playhouse of Stars – serie TV, 1 episodio (1958)
- General Electric Theater – serie TV, episodi 6x06-7x16 (1957-1959)
- Startime – serie TV, 1 episodio (1960)
- Bracken's World – serie TV, 1 episodio (1969)
- Attenti a quei due (The Persuaders!) – serie TV, 24 episodi (1971-1972)
- La terza ragazza a sinistra (The Third Girl from the Left) – film TV (1973)
- Shaft – serie TV, 1 episodio (1973)
- Il conte di Montecristo (The Count of Montecristo) – film TV (1975)
- The Big Rip-Off – film TV (1975)
- McCoy – serie TV, 5 episodi (1975-1976)
- The Users – film TV (1978)
- La guerra di Rossella O'Hara (The Scarlett O'Hara War) – film TV (1980)
- Una storia d'amore – film TV (1981)
- Vega$ – serie TV, 17 episodi (1978-1981)
- Un bacio da un milione di dollari (The Million Dollar Face) – film TV (1981)
- Portrait of a Showgirl – film TV (1982)
- Balboa – film TV (1983)
- Professione pericolo (The Fall Guy) – serie TV, 1 episodio (1983)
- La principessa della mafia (Mafia Princess) – film TV (1986)
- Agatha Christie: Delitto in tre atti (Murder in Three Acts), regia di Gary Nelson – film TV (1986)
- Sparky's Magic Piano – film TV (1987) - voce
- Tarzan a Manhattan (Tarzan in Manhattan) – film TV (1989)
- Charlie – film TV (1989)
- Thanksgiving Day – film TV (1990)
- Eroe per famiglie (Christmas in Connecticut), regia di Arnold Schwarzenegger – film TV (1992)
- Bandit: Beauty and the Bandit – film TV (1994)
- Perry Mason: dietro la facciata (A Perry Mason Mystery: The Case of the Grimacing Governor) – film TV (1994)
- Lois & Clark - Le nuove avventure di Superman (Lois & Clark: The New Adventures of Superman) – serie TV, 1 episodio (1996)
- Pappa e ciccia (Roseanne) – serie TV, 1 episodio (1996)
- Presi di mira (Hardball), regia di George Erschbamer – film TV (1997)
- Susan – serie TV, 1 episodio (1998)
- Hope & Faith – serie TV, 1 episodio (2004)
- CSI - Scena del crimine (CSI: Crime Scene Investigation) – serie TV, episodio Sepolto vivo (2005)

### Cortometraggi
- How to Smuggle a Hernia Across the Border, regia di Jerry Lewis (1949)

### Doppiaggio
- Donna in fuga (Woman in Hiding), regia di Michael Gordon (1950) – non accreditato
- Gli antenati (The Flintstones) – serie TV, 1 episodio (1965)
- Rosemary's Baby, regia di Roman Polański (1968) – non accreditato
- The Blacksmith and the Carpenter, regia di Chris Redish – cortometraggio (2007)

## Riconoscimenti
- Premio Oscar
  - 1959 – Candidatura al miglior attore per La parete di fango
- Golden Globe
  - 1969 – Candidatura al miglior attore in film drammatico per Lo strangolatore di Boston
  - 1961 – Henrietta Award
  - 1959 – Candidatura al miglior attore in un ruolo drammatico per I ribelli
  - 1958 – Henrietta Award
- David di Donatello
  - 2001 – David speciale
- Emmy Award
  - 1980 – Candidatura al miglior attore in una miniserie TV per The Scarlett O'Hara War
- Premio Bambi
  - 1960 – Miglior attore internazionale per A qualcuno piace caldo

## Doppiatori italiani
- Pino Locchi in La roulette, Francis, il mulo parlante, Bolide rosso, Lo scudo dei Falworth, Tre americani a Parigi, La rapina del secolo, La maschera di porpora, I corsari del grande fiume, Trapezio, Le avventure di mister Cory, Piombo rovente, Mezzanotte a San Francisco, I vichinghi, Cenere sotto il sole, La parete di fango, In licenza a Parigi, A qualcuno piace caldo, Operazione sottoveste, Chi era quella signora?, Ragazzi di provincia, Spartacus[5], Il grande impostore, Il sesto eroe, Taras il magnifico, 20 chili di guai!... e una tonnellata di gioia, I cinque volti dell'assassino, Capitan Newman, Insieme a Parigi, Monsieur Cognac, Ciao, Charlie, Donne, v'insegno come si seduce un uomo, La grande corsa, Boeing Boeing, Lo strangolatore di Boston, Quei temerari sulle loro pazze, scatenate, scalcinate carriole, Attenti a quei due, Casanova & Company, Assassinio allo specchio, C'è qualcosa di strano in famiglia, La troviamo a Beverly Hills
- Giulio Panicali in Il principe ladro, Furia e passione, Non c'è posto per lo sposo, Il figlio di Alì Babà, Il mago Houdini, Contrabbandieri a Macao
- Giuseppe Rinaldi in Missione suicidio, La cintura di castità
- Dario Penne in E io mi gioco la bambina, Agatha Christie: Delitto in tre atti
- Gianfranco Bellini in Winchester '73
- Stefano Sibaldi in La giungla del quadrato
- Cesare Barbetti in Piano, piano non t'agitare!
- Adalberto Maria Merli in Al soldo di tutte le bandiere
- Giancarlo Maestri in Il conte di Montecristo
- Gianni Marzocchi in McCoy
- Renzo Palmer in Gli ultimi fuochi
- Sergio Rossi in Un bacio da un milione di dollari
- Elio Zamuto in Tarzan a Manhattan
- Gabriele Carrara in Gli immortali
- Luigi La Monica in CSI - Scena del crimine
- Massimiliano Lotti in Attenti a quei due (doppiaggio tardivo Ep. 17)